# Luigi Bedin
Luigi Rolly Bedin, né le 16 juillet 1973 à Padoue, est un astronome italien chercheur à l'Institut National d'Astrophysique de l'Observatoire Astronomique de Padoue. Ses recherches concernent les populations stellaires dans les amas ouverts et globulaires, les exoplanètes et les naines brunes proches. Il est le découvreur avec son équipe de la galaxie sphéroïdale naine Bedin I. Il est membre de l'Union Astronomique Internationale. 

## Biographie

### Formation
Né en 1973 à Padoue, Luigi Rolly Bedin obtient un laurea magistrale (master) d'astronomie en 1999 à l'université de Padoue, puis un doctorat en astronomie en 2003, avec une thèse principalement réalisée au département de physique et d'astronomie de l'université de Californie à Berkeley (UCB) sous la direction du professeur Ivan R King.
Chercheur associé au département d'astronomie de l'UCB, entre 2000 et 2002, il continue depuis sa collaboration scientifique avec des chercheurs de plusieurs instituts américains (UCB, UCLA, université de Washington, STSCI) sur divers sujets concernant les amas globulaires.
En 2003, il est boursier à l'Observatoire européen austral de Garching.

### Carrière professionnelle
De 2004 à 2007, Bedin est chercheur associé dans un groupe de chercheurs à l'Observatoire européen austral de Garching,,.
De 2007 au 15 juillet 2011, il est astronome à la division instrumentale de l'Institut Scientifique Télescope Spatial de Baltimore. Il partage ses activités scientifiques avec des tâches fonctionnelles pour l'institut et pour l'observatoire du télescope spatial Hubble (étalonnage, assistance aux utilisateurs, missions d'entretien et assistance de l'institut en général).
Depuis le 18 juillet 2011, il est titulaire d'un poste scientifique à temps complet à l'Institut National d'Astrophysique de l'Observatoire Astronomique de Padoue.
Bedin, chercheur principal de grands programmes HST est aussi chef de file de plusieurs projets d'observation pour les principales installations mondiales : HST, ESO/VLT, LBT, ainsi que du télescope spatial James Webb (JWST),.

## Recherches
Ses principales recherches scientifiques concernent les populations stellaires dans les amas ouverts et globulaires, et dans les galaxies naines voisines, la dynamique des amas globulaires, les échelles de distance cosmique. Depuis 2019 il travaille également sur la recherche et la caractérisation d'exoplanètes et de naines brunes proches, comme Luhman 16,.

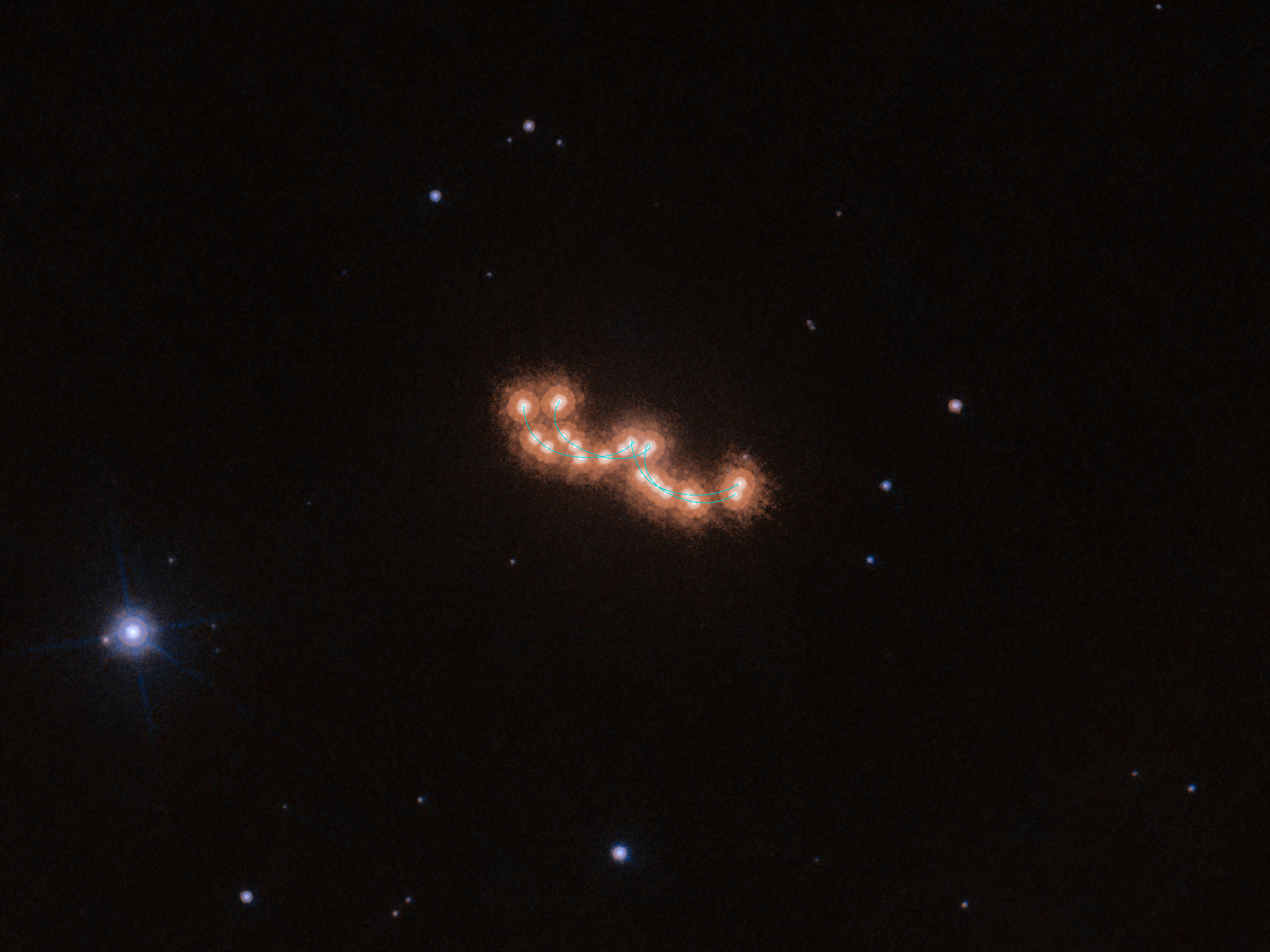
Valse des naines brunes Luhman16

Il découvre, avec son équipe, dans la constellation du Paon une galaxie sphéroïdale naine isolée. La découverte est publiée dans les médias en 2019 et la galaxie porte son nom : Bedin I.

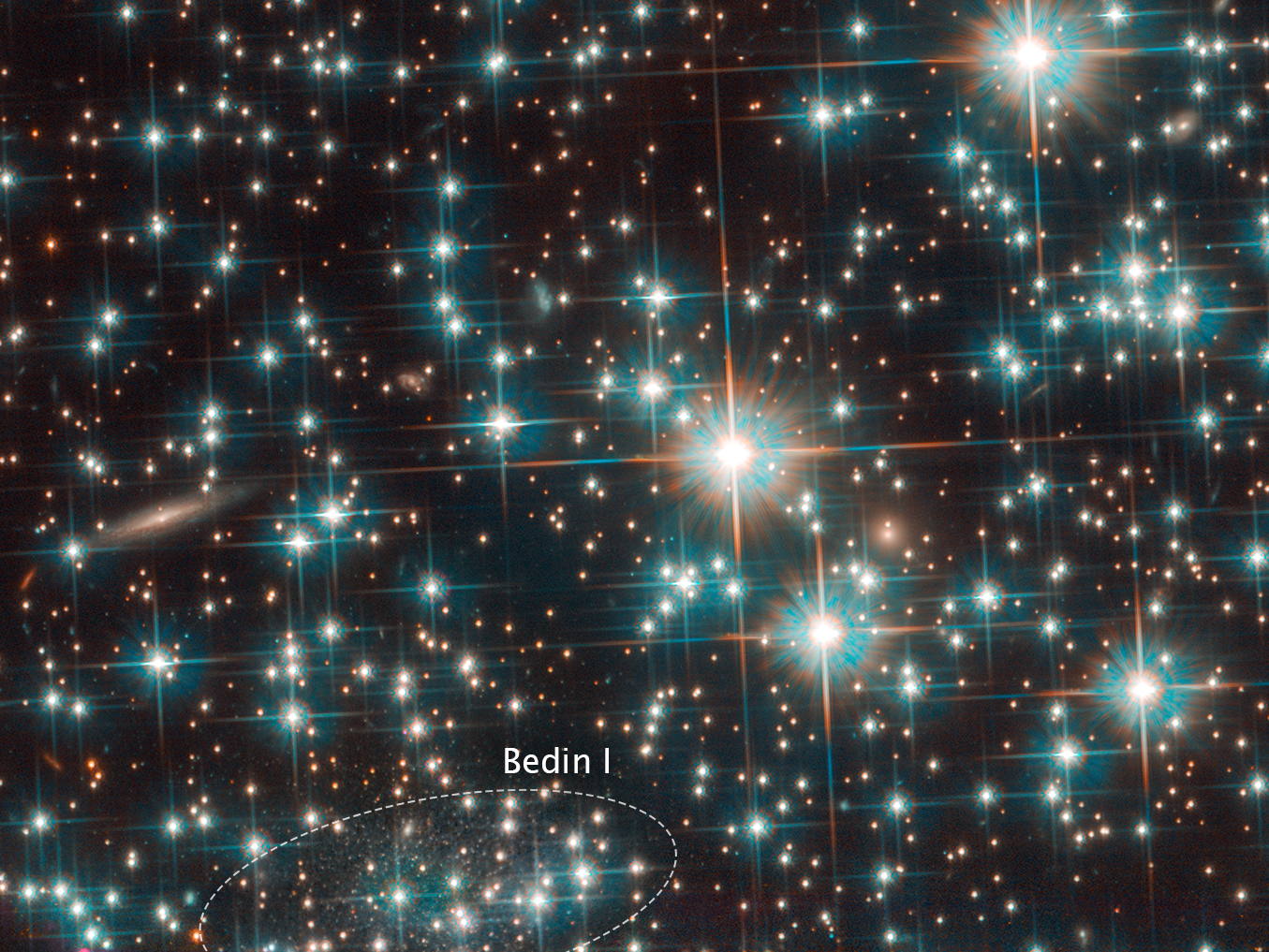
Galaxie Bedin I imagée par le télescope spatial Hubble

Bedin est un membre actif des divisions A, B, F, G de l'Union Astronomique Internationale :
- A : Astronomie fondamentale

- B : Instruments, Technologies et Données

- F : Systèmes planétaires et Bioastronomie

- G : Étoiles et physique stellaire

L'astronome italien défend les innovations de nouveaux télescopes et satellites tel que Starlink pour promouvoir l'accès à l'espace.
Il étudie de l'axe de rotation de la comète 19P/Borelly.
Les recherches en astrométrie et photométrie depuis l'espace avec HST s'enrichissent avec le JWST : calibrage et instrumentation, planètes extrasolaires, amas de globules.
Il est co-auteur d'une étude sur les trous noirs intermédiaires avec la découverte d'une masse sombre homogène d'environ 800 M☉ correspondant à un trou noir de masse intermédiaire au centre de l'amas le plus proche de la Terre, l'amas globulaire Messier 4. 
En 2024, à partir de l'Imagerie JWST des amas globulaires les plus proches, il détecte un excès d'émission infrarouge parmi les naines blanches dans NGC 6397, indication potentielle d’anciens systèmes planétaires détruits et possibles informations sur les propriétés de l'atmosphère dense d'hydrogène de ces naines blanches. 

Région NGC6397 double observation HST et JWST

## Hommage
- 2018 : La galaxie naine Bedin I découverte avec son équipe[23].

## Publications
Il a publié dans plusieurs revues spécialisées telles que ApJ, AJ, MNRAS, Nature et A&A plus de 210 articles de recherche évalués par des pairs et acceptés par des comités de lecture internationaux,.